# Статутний капітал
Статутний капітал, статутний фонд — капітал акціонерного товариства, що утворюється з суми номінальної вартості всіх розміщених акцій товариства.

## Мінімальний розмір статутного капіталу
Загальне правило полягає в тому, що мінімальний розмір статутного капіталу акціонерних товариств має становити 200 мінімальних заробітних плат, і ця вимога поширюється в Україні однаково на публічні і приватні акціонерні товариства. Друга Директива дозволяє не поширювати вимогу про мінімальний розмір статутного капіталу на приватні товариства, і чимало європейських країн скористувалися цією можливістю.
Підвищені вимоги до мінімального розміру статутного капіталу на момент державної реєстрації юридичної особи застосовуються для деяких категорій товариств:
- страхові компанії — 1 млн євро (1.5 млн євро для страховиків життя);[1]
- банки — 200 млн грн.[2]

## Економічний зміст
Економічний зміст вимоги про мінімальний розмір статутного капіталу полягає у захисті інтересів кредиторів, які теоретично можуть задовольнити свої вимоги до товариства за рахунок його статутного капіталу. Звичайно, кошти, сплачені акціонерами при заснуванні товариства, не залишаються недоторканими протягом періоду його діяльності. Навпаки, вони можуть бути повернені засновникам у вигляді, наприклад, плати за послуги, надані компанії. Крім того, акціонери приватних акціонерних товариств можуть формувати статутний капітал за рахунок майна, майнових і немайнових прав, оцінка яких здійснюється ними на власний розсуд, а тому дійсна вартість такого майна і прав може бути значно меншою їх ринкової вартості. Отже, вимога про мінімальний розмір статутного капіталу сама по собі була б надто неефективним засобом захисту.

## Європейський досвід
Друга Директива Європейських Співтовариств встановлює вимогу до мінімального статутного капіталу лише щодо публічних товариств, який має бути не менше ніж 25 тис. екю. Країни можуть підвищити цей поріг у своєму національному законодавстві. У Великій Британії, приміром, мінімальний розмір статутного капіталу публічних компаній становить 50,000 фунтів стерлінгів. Вимоги до мінімального розміру статутного капіталу приватних компаній в цій країні відсутні. При цьому станом на 6 березня 2006 р. лише 11,500 із більш ніж 2 мільйонів зареєстрованих в Британії компаній були публічними. В літературі висловлюється думка, що надто малий як для публічних компаній мінімальний розмір статутного капіталу скоріше створює перешкоду для заснування публічних компаній, ніж є дієвою гарантією захисту прав кредиторів. Натомість, вимога щодо підтримання розміру чистих активів на рівні сплаченого статутного капіталу, дійсно може розглядатися як ефективна гарантія захисту інтересів кредиторів. Тому більшість положень Другої Директиви спрямовані на регулювання підтримання сплаченого акціонерами статутного капіталу.

## Формування капіталу
Неможливість відстрочення зобов'язання зі сплати капіталу При створенні, статутний капітал акціонерних товариств повинен бути сформований повністю. Це є жорстокішою вимогою порівняно із Другою Директивою, яка дозволяє сформувати лише 25 відсотків від мінімального капіталу, в той час як решта несплаченого капіталу залишається не обмеженим у часі обов'язком засновників щодо товариства. Однак у разі якщо внесок засновника до статутного капіталу виражений у негрошовій формі, він повинен бути здійснений протягом 5 років з моменту інкорпорації (початку бізнесу) компанії. При подальших випусках акцій, акції українського товариства повинні бути повністю сплачені до моменту затвердження товариством результатів розміщення акцій.
Ціна акцій Акції повинні мати номінальну вартість і не можуть розміщуватись акціонерним товариством за ціною, вищою від номінальної вартості. Ця вимога піддається критиці в літературі. Так, якщо акції компанії торгуються на ринку за ціною вищою, ніж номінальна, і така компанія вирішує залучити інвестиції шляхом додаткового розміщення акцій, компанія не знайде жодного інвестора, який би став купувати акції за ціною, яка є вищою ніж ринкова ціна. Для запобігання цьому, компаніям рекомендується встановлювати низьку початкову ціну на свої акції і залучати плановану суму інвестицій шляхом продажу акцій із премією. Так, номінал однієї акції Ferrexpo plc, яка перша з-поміж компаній українського походження розмістила акції на основному майданчику Лондонської фондової біржі, становила 10 пенсів, тоді як ціна продажу акцій (offer price) була в 14 разів вищою і становила 140 пенсів.
Товариство також не може розміщувати акції за ціною нижчою за їх ринкову вартість. Ця вимога є логічним продовженням заборони дисконту на номінальну вартість акцій. Обидві вимоги захищають існуючих акціонерів від розмиття вартості їх акцій шляхом пропонування новим акціонерам нових акцій за заниженою вартістю. Баланс інтересів компанії, яка може мати багато причин для розміщення акцій за ціною нижчою від ринкової, і акціонерами досягається завдяки тому, що Закон встановлює право наглядової ради затверджувати ринкову вартість. Однак при визначенні ринкової вартості наглядова рада повинна залучати незалежного оцінювача відповідно до вимог статті 8 Закону. Закон передбачає 3 винятки із правила про розміщення акцій за ринковою ціною. Зокрема, якщо акції розміщуються із використанням послуг андеррайтера, ціна розміщення акцій може бути меншою за їх ринкову вартість на суму винагороди андеррайтеру. Розмір винагороди, однак, не може перевищувати 10 відсотків ринкової вартості акцій.
Оплата акцій Згідно із Другою Директивою, Закон допускає оплату акцій не лише грошовими коштами, але й майном, майновими і немайновими правами, цінними паперами (крім боргових емісійних цінних паперів, емітентом яких є засновник товариства або інвестор, та векселів). Майновим правом не вважається право на отримання від інвестора послуг або результатів робіт. Однак закон не встановлює обмежень щодо сплати за акції такими майновими правами як право дійсної (або навіть майбутньої) вимоги. Це відкриває шлях до укладення угод про обмін боргів товариства на права участі у ньому (debt to equity swap). Цікавим у цьому контексті є питання заборони розміщення акцій за ціною, нижчою за ринкову. Ринкова вартість боргів компанії може бути значно меншою, ніж їх номінальна вартість, але ніщо в законодавстві не забороняє обмінювати акції приватних акціонерних товариств на їх борги, обчислені за номінальною вартістю.
У разі розміщення цінних паперів публічного акціонерного товариства чи у разі, якщо майно, що вноситься як плата за цінні папери, перебуває в державній або комунальній власності, грошова оцінка такого майна повинна дорівнювати його ринковій вартості. Ринкова вартість зазначеного майна визначається незалежним оцінювачем. Наглядова рада може, надавши пояснення, змінити визначену оцінювачем вартість, але не більше ніж на 10 відсотків.

## Бухгалтерський облік
Статутний капітал обліковується на бухгалтерському рахунку № 401 таким чином, що сальдо по цьому рахунку відповідає розміру статутного капіталу.

## Обмеження на виплату дивідендів
В інтересах кредиторів і міноритарних акціонерів і з метою недопущення вимивання активів товариства Закон «Про акціонерні товариства» встановлює обмеження на виплату товариствами дивідендів.